# Marsdenia elliptica
Marsdenia elliptica är en oleanderväxtart som beskrevs av Joseph Decaisne. Marsdenia elliptica ingår i släktet Marsdenia och familjen oleanderväxter. Inga underarter finns listade i Catalogue of Life.